# Balbersdorf (Waffenbrunn)
Balbersdorf ist ein Gemeindeteil  von Waffenbrunn im Oberpfälzer Landkreis Cham.
Das Dorf liegt an der Staatsstraße 2146 zwischen Cham (Oberpfalz) und Waldmünchen  am Katzbach.
Balbersdorf hat etwa 130 Einwohner und ist umgeben von weitläufigen Wäldern und Wiesen. Der Ort hat eine Filialkirche und am Ortsrand einen Friedhof.

## Geschichte
Früher gehörte Balbersdorf zur Gemeinde Habersdorf, die am 1. Januar 1972 aufgelöst wurde. Das Dorf wurde der Gemeinde Waffenbrunn angegliedert.

## Vereine
- Freiwillige Feuerwehr Balbersdorf/Habersdorf. Am 13. und 14. Juni 2009 fand die Einweihung des neuen Feuerwehrhauses statt. Dieses beherbergt neben dem Fahrzeug der Feuerwehr eine Ausstellung mit Feuerwehrabzeichen aus der ganzen Welt und eine Festhalle.

## Verkehrsanbindungen
Balbersdorf besitzt vier Bushaltestellen, die meist durch die Busse des Unternehmens Regionalbus Ostbayern genutzt werden, sowie einen Bahnhof an der Bahnstrecke Cham–Waldmünchen.

## Kultur und Bildungswesen
Balbersdorf hatte bis etwa 1966 eine Grundschule, die im Zuge der Schulreform wegen Einsparungsmaßnahmen geschlossen wurde und nun dem Künstler und Kunstlehrer am Robert-Schuman-Gymnasium Cham, Klaus Böhle, als Atelier dient. Die nächsten Gymnasien, das Robert-Schuman-Gymnasium Cham und das JvFG liegen in der Kreisstadt Cham, ebenso die Gerhardinger Realschule und die Maristenrealschule sowie die Hauptschule am Quader. Die Grundschule und der Kindergarten St. Martin sind in Waffenbrunn.

## Kreuzweg
Am Ortseingang befindet sich der Kreuzweg, ein Baudenkmal mit 14 Stationen, einem Pfeiler mit Satteldachaufsatz und vierzehn Bildern; einem Marterl mit Kreuzigung und Ecclesia aus Gusseisen, neugotisch, auf modernem Sockel, einem Holzkreuz mit Kreuzigungsgruppe, Viernageltypus mit Maria, aus Gusseisen, Ende 19. Jahrhundert. 

## Veranstaltungen
Jährlich finden das Maibaumaufstellen, das Johannifeuer, das Feuerwehrfest und eine Verlosung von gespendeten Preisen zugunsten der Freiwilligen Feuerwehr Balbersdorf/Habersdorf statt.

## Weblinks

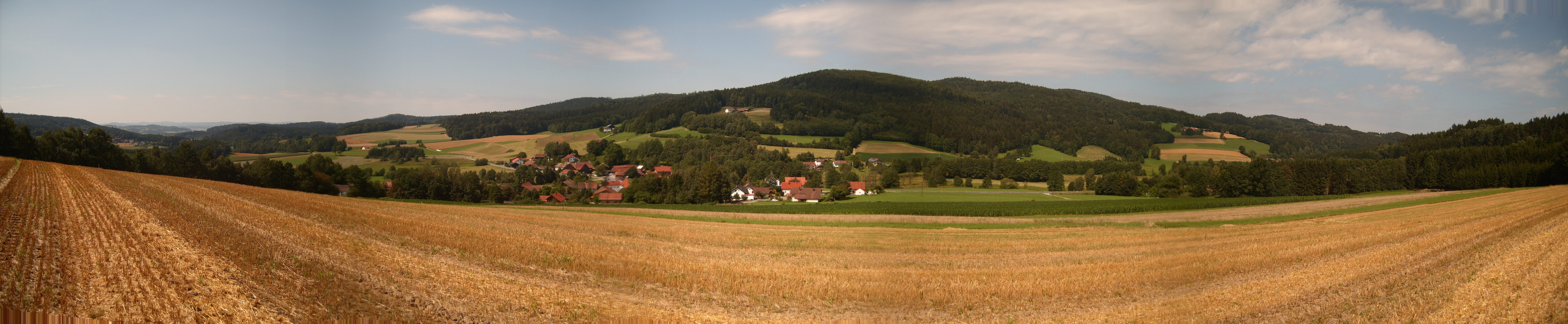
Panorama über Balbersdorf